# Bulbophyllum napellii
Bulbophyllum napellii är en orkidéart som beskrevs av John Lindley. Bulbophyllum napellii ingår i släktet Bulbophyllum och familjen orkidéer. Inga underarter finns listade i Catalogue of Life.

## Bildgalleri

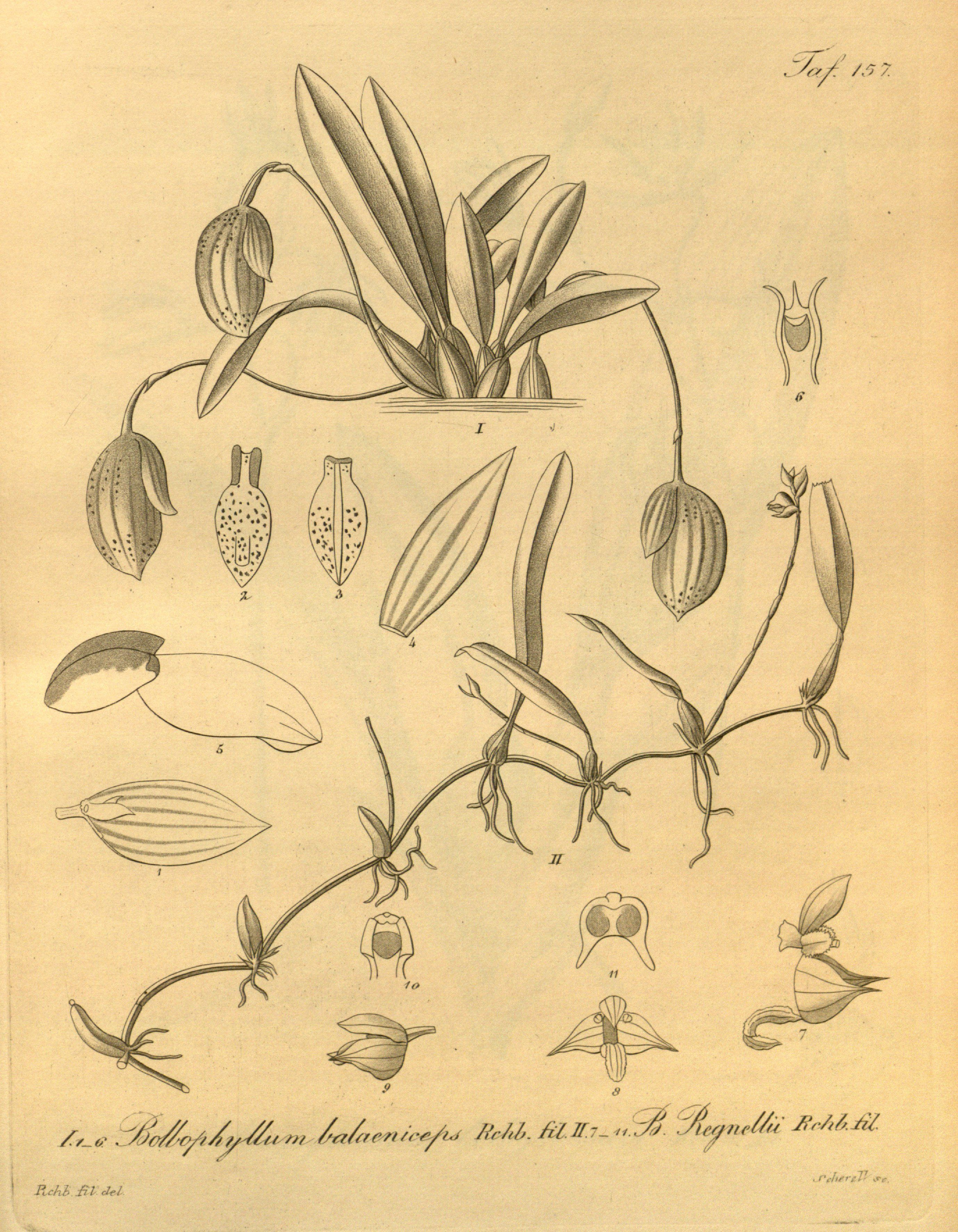
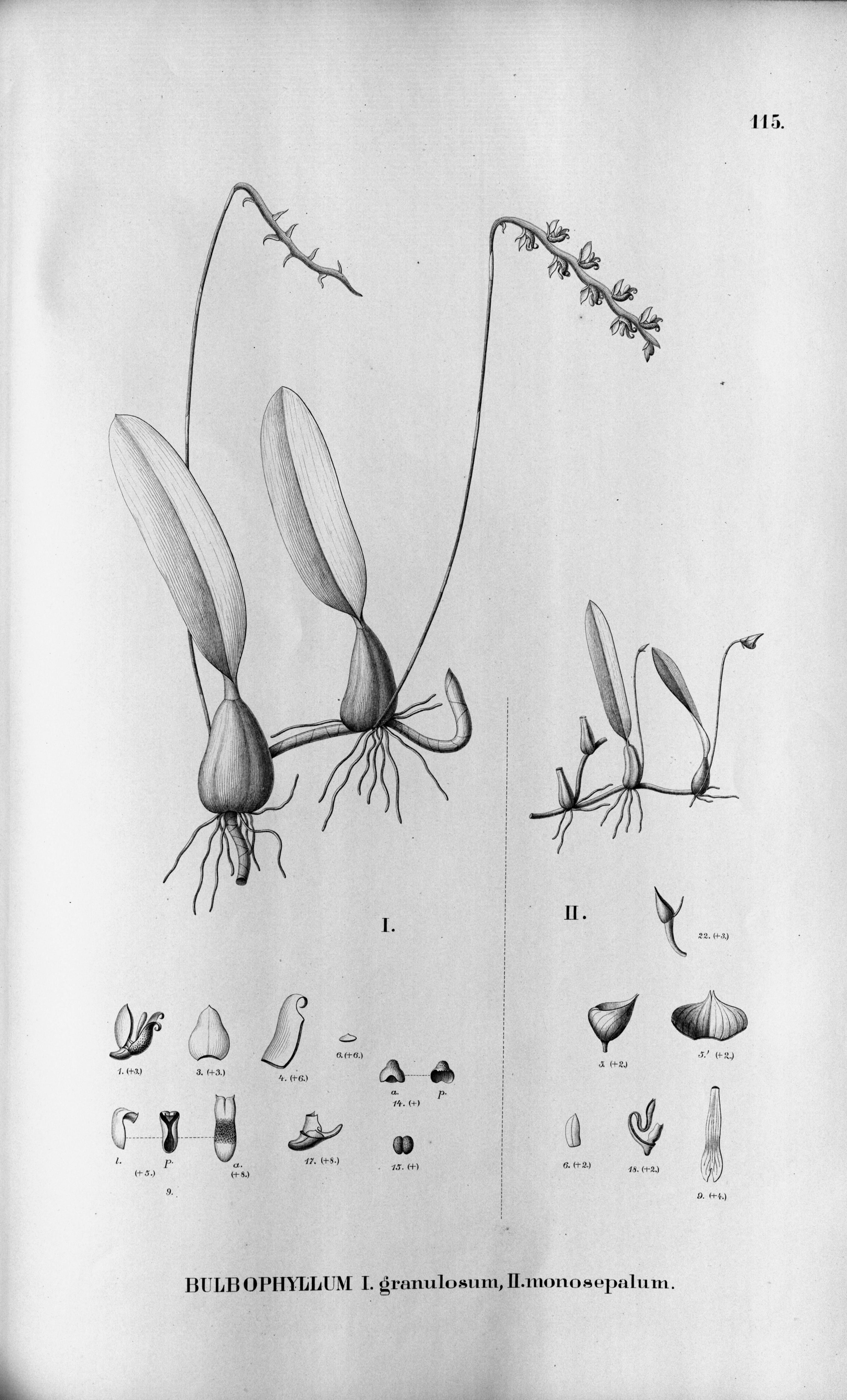